# Samorząd terytorialny Węgier
Samorząd terytorialny Węgier

## Podział terytorialny
Podział administracyjny Węgier charakteryzuje się trzystopniowym samorządem. Obszar państwa jest podzielony na komitaty (megye), są to odpowiedniki województw, obecnie jest ich 19. Komitety dzielą się na okręgi (járás), czyli powiaty, których jest 174. Najniższym stopniem samorządu Węgier są gminy. Obecnie Węgry mają 3152 gmin (település) – z czego 214 miejskich.
Rangę równą powiatom mają komitety miejskie, których jest 23 – czyli miasta na prawach okręgu (wraz z Budapesztem, podzielonym na dzielnice).
Uregulowania odnoszące się do samorządu na Węgrzech reguluje ustawa z 1990 roku o samorządzie terytorialnym.

## Gmina
Podstawową jednostką terytorialną jest gmina.
- Rada gminy jest organem stanowiącym.
- Burmistrz, który stoi na czele Rady Gminy pełni funkcję wykonawczą
- Członkowie rady i burmistrz wybierani są w wyborach powszechnych, równych, tajnych, bezpośrednich – kadencja wyboru trwa 4 lata.
- Na wniosek burmistrza Rada gminy powołuje ze swego grona zastępcę lub zastępców, którzy pełnią obowiązki burmistrza podczas jego nieobecności i wspomagają go w wypełnianiu powierzonych zadań
- Posiedzenia rady są zwoływane i przewodniczone przez burmistrza, który również reprezentuje je na zewnątrz.
- Rada obraduje w trybie sesyjnym w razie potrzeby nie rzadziej niż 6 razy w roku

### Burmistrz
- W sprawach samorządowych samodzielnie normuje i zarządza; jego rozstrzygnięcia mogą być kontrolowane wyłącznie z punktu widzenia legalności.
- Może podejmować działalność gospodarczą na własną odpowiedzialność.
- Jest uprawniony do własnych przychodów potrzebnych na realizację określonych w ustawie zadań samorządu.
- W ramach ustawy ustala rodzaje i wysokość podatków lokalnych.
- Może ustanawiać godła samorządowe oraz lokalne odznaczenia i tytuły honorowe.
- W sprawach publicznych, które dotyczą społeczności lokalnej, może występować z wnioskami do organów uprawnionych do wydania rozstrzygnięcia.

### Sekretarz gminy na Węgrzech
Sekretarz jest osobą, która stoi na czele administracji samorządowej w gminie. Jego powoływane przez radę gminy, a jego kadencja jest na czas nieokreślony. Wymogiem tej pozycji jest wykształcenie wyższe z tytułem magistra nauk politycznych, administracyjnych lub z zakresu prawodawstwa oraz staż pracy w administracji publicznej dłuższy niż 2 lata. Jego obowiązkami przede wszystkim są:
- Przygotowywanie sesji Rady Gminy
- Dbałość o zgodność z prawem decyzji podejmowanych przez Radę

### Prawo wyborcze
Prawo do głosowania i kandydowania przysługuje każdemu Węgrowi, który ukończył 18 rok życia i jego miejsce pobytu i zamieszkania jest na terenie Węgier. Prawo wyborcze nie przysługuje osobom, które:
- Odbywają karę pozbawienia wolności
- Zostały ubezwłasnowolnione prawomocnym wyrokiem sądu
- Znajdują się pod kuratelą i mają ograniczoną zdolność działania

### Zadania gminy węgierskiej
Zadania gminy dzielą się na obowiązkowe i fakultatywne.

#### Zadania obowiązkowe
Zapewnienie edukacji w zakresie szkolnictwa przedszkolnego
- Ochrona zdrowia
- Opieka społeczna
- Ochrona środowiska i utrzymanie czystości
- Transport publiczny
- Bezpieczeństwo publiczne
- Dostarczanie energii
- Ochrona praw mniejszości narodowych

#### Zadania fakultatywne
- Domniemanie kompetencji – Gmina w sposób dobrowolny i samodzielny decyduje o wykonaniu zadań, które nie zostały zastrzeżone dla innych podmiotów.
- Wykonywanie zadań zleconych, które nadzoruje Sekretarz gminy.

### Organy władzy gminnej
Władze w gminie wybierane są na okres 4 lat
- W jednostkach do 10 tysięcy mieszkańców obowiązuje ordynacja większościowa, a liczba radnych waha się od 3 do 13
- W gminach powyżej 10 tysięcy obowiązuje system proporcjonalno-większościowy, a liczba radnych wynosi maksymalnie 27 członków

### Finanse gminy
Gminne budżety zasilane są poprzez:
- Udział w podatkach państwowych – w podatku dochodowym i od środków transportu.
- Subsydia z budżetu na cele socjalne
- Dotacje celowe z rządu centralnego
- Kary za naruszenie norm ochrony środowiska
- Pożyczki

Finanse lokalne bada Państwowy Urząd Kontroli.

### Formy demokracji bezpośredniej
- Referendum lokalne
- Inicjatywa powszechna
- Zgromadzenie publiczne

Sprawy w których Rada Gminy ma obowiązek zorganizowania referendum:
- Łączenie i dzielenie gmin
- Powstanie nowej gminy
- Przeniesienie części terytorium do innej gminy
- Ustanowienia bądź rozpadu danej Rady Gminy

Inicjatywa powszechna – do burmistrza może wystąpić grupa mieszkańców (5–10%), której przedmiotem inicjatywy można uczynić każdą sprawę leżącą w kompetencji Rady Gminy. W trakcie tej inicjatywy mieszkańcy mogą zgłaszać uwagi i propozycje co do funkcjonowania gminy
Zgromadzenie publiczne – jest to możliwa zamiana referendum, która przysługuje gminom do 500 mieszkańców. Progiem ważności jest udział 50% uprawnionych do głosowania. Rada Gminy raz do roku ma obowiązek zorganizowania zgromadzenia publicznego, czas i miejsce tego wydarzenia podaje się do publicznej wiadomości w sposób zwyczajowo przyjęty. Mieszkańcy i radni mają prawo zabrać głos i zgłaszać swoje wątpliwości, zastrzeżenia, jak i propozycje co do funkcjonowania gminy.

### Powoływanie samorządu terytorialnego na potrzeby mniejszości narodowych
Każdej mniejszości narodowej przysługuje możliwość utworzenia własnego samorządu, który może być powołany w sposób:
- Bezpośredni – Gdy w składzie rady po bezpośrednich wyborach lokalnych znajduje się więcej niż połowa przedstawicieli mniejszości narodowych

- Pośredni – gdy więcej niż 30% radnych reprezentuje mniejszości narodowe mogą oni w sposób pośredni utworzyć radę mniejszości narodowej

## Megye
Region (megye) jest to wyższa jednostka szczebla samorządu. Organizacja wewnętrzna tego szczebla jest zbliżona do samorządu gminnego. Zgromadzenie ogólne jest organem stanowiącym megye.

### Zgromadzenie ogólne
Wybierane jest w wyborach bezpośrednich, tajnych, równych z zachowaniem 4% progu wyborczego, w którym jeden okręg wyborczy tworzą gminy do 10 tysięcy osób, a drugi większe jednostki. Zgromadzenie ogólne wyłania przewodniczącego jako organ wykonawczy oraz sekretarza, jako kierownika urzędu. Przewodniczący jest osobą odpowiedzialną za prace zgromadzenia, jego kompetencją jest także funkcja organu wykonawczego województwa. Przewodniczący jest wybierany w sposób pośredni przez członków zgromadzenia w głosowaniu tajnym.

### Zadaniamegye
Są to zadania publiczne o charakterze regionalnym, których realizacja przekracza możliwości organizacyjne, techniczne, finansowe, kadrowe gmin wchodzących w jego skład. Przede wszystkim są to obowiązki:
- Ochrona zdrowia
- Ochrona zabytków i środowiska
- Kultura fizyczna, sport i turystyka
- Szkolnictwo średnie i zawodowe
- Biblioteki regionalne

## Nadzór nad samorządem
Wykonywany jest przez podmioty zewnętrzne i wewnętrzne. Nadzór odbywa się zgodnie z kryterium legalności (zgodności z prawem).
Kontrola wewnętrzna w sprawach finansowych – wykonuje ją Komisja Finansowa Rady Gminy. Do jej zadań należy:
- Opiniowanie projektu budżetu, jego wykonania
- Sprawdzanie sposobami zarządzania funduszami gminy
- Sprawdzanie celowości zaciąganych pożyczek

Kontrola zewnętrzna – sprawowana jest przez kierowników urzędów administracyjnych w zakresie spraw finansowych – państwowy urząd kontroli.